# Adriano Sinivia
 (janvier 2023).
Si vous disposez d'ouvrages ou d'articles de référence ou si vous connaissez des sites web de qualité traitant du thème abordé ici, merci de compléter l'article en donnant les références utiles à sa vérifiabilité et en les liant à la section « Notes et références ».
Adriano Sinivia, né à Venise, est un metteur en scène et chorégraphe italien.
Il est diplômé en scénographie de l'Académie des beaux-arts de sa ville natale. Il travaille presque exclusivement en France, pour la mise en scène d'opéras notamment, mais aussi pour des projets au théâtre, au cirque et autres arts de la scène.

## Histoire
Très attiré par le mouvement et la scène, Adriano Sinivia étudie la commedia dell'arte (Avogaria) et la danse (Roberta Garrison, Carolyn Carlson, Matt Mattox...).
Après plusieurs expériences de théâtre et d’animation, il quitte Venise pour s'inscrire à l’École nationale du Cirque Annie Fratellini à Paris.
En 1981, il obtient le diplôme de l'École internationale de mimodrame de Marcel Marceau, dont il devient le partenaire dans une tournée mondiale. Il mène de front une carrière d'interprète et de créateur.
En 1982, il est invité par la Biennale de Venise pour créer Mezz'ora di Luna et Una delle ultime sere di carnavale, spectacle librement inspiré de l'œuvre de Carlo Goldoni. Au cours de la même année, il fonde et dirige à Paris le Memory Movement Theater, un groupe de recherche théâtrale et de création chorégraphique qui deviendra par la suite T2M.
En 1985, l'Opéra de Paris lui confie la mise en scène de Stradella de César Franck à l'Opéra-Comique. C’est le début d’une longue série de réalisations dans le domaine de l’art lyrique :
- Les Contes d'Hoffmann à l’Opéra national du Rhin ;
- L'elisir d'amore de Gaetano Donizetti à l'Opéra-théâtre de Saint-Étienne ;
- Carmen de Georges Bizet et La Petite Renarde rusée de Leoš Janáček à l’Opéra de Nantes ;
- Les Saltimbanques et L'Auberge du Cheval-Blanc à l'opéra du Capitole de Toulouse ;
- Il giocatore (it) de Luigi Cherubini ;
- L'Ivrogne corrigé de Christoph Willibald Gluck, La cambiale di matrimonio de Gioachino Rossini à l'Opéra national de Lyon ;
- Falstaff de Giuseppe Verdi aux grands théâtres de Limoges et de Reims ;
- Monsieur de Pourceaugnac à l’Opéra de Lausanne… mais aussi La Périchole, Le Barbier de Séville, Phi-Phi, Madame l'Archiduc, etc.

Sans oublier la tournée d’Il signor Bruschino de Gioachino Rossini, coproduit par l'Opéra Bastille et la compagnie lyrique Arcal, encensé par la critique en 1993.
Parallèlement avec T2M, il crée des mises en scène pour le théâtre, le cirque et réalise plusieurs projets dans l'événementiel. Il est invité à donner plusieurs stages dans des écoles comme le Théâtre national de Strasbourg, l'Atelier lyrique de l'Opéra de Lyon, le Teatro al'Avogaria de Venise ou encore Stage Entertainment France.

## Œuvres

### Mises en scène
- 1982 : Una delle ultime sere di carnevale, de Carlo Goldoni, adaptation et mise en scène, Biennale de Venise ;
- 1982 : Mezz'ora di luna, création théâtrale d'Adriano Sinivia, Biennale de Venise ;
- 1984 : Bancs, création théâtrale d'Adriano Sinivia, Théâtre Déjazet (Paris) ;

- 1985 : Stradella de César Franck, mise en scène et chorégraphie, Opéra de Paris, salle Favart.
- 1987 : mise en scène et décors de L'Emberlificoteur, de Carlo Goldoni, Théâtre Copeau de Saint-Étienne ;
- 1988 : La Périchole de Jacques Offenbach, mise en scène, chorégraphie, Opéra royal de Wallonie ;
- 1988 : mise en scène de Toni et Vagabond, comédie musicale pour enfants, musique de Henri Dès, Mary-Josée productions (tournées) ;
- 1989 : L'elisir d'amore de Gaetano Donizetti, mise en scène, décor et chorégraphie, M.C. Saint-Étienne, Théâtre Musical d'Angers ;
- 1990 : Le roi l'a dit de Léo Delibes, mise en scène, décor et chorégraphie, Opéra de Nantes ;
- 1992 : Carmen de Georges Bizet, mise en scène, décor et chorégraphie, Opéra de Nantes ;
- 1992 : Phi-Phi d'Henri Christiné, mise en scène, décor et chorégraphie, Opéra de Montpellier ;
- 1993 : Il signor Bruschino de Gioachino Rossini, mise en scène et décor. Arcal, La Ferme du Buisson, Opéra Bastille ;
- 1994 : Panurge de Jules Massenet, mise en scène, décor et chorégraphie, Esplanade St Étienne Opéra ;
- 1995 : Les Saltimbanques de Louis Ganne, mise en scène, décor et chorégraphie, Opéra Capitole de Toulouse ;
- 1996 : Il barbiere di Siviglia de Gioachino Rossini, mise en scène et décor. Coproduction : Opéra-Comique de Paris, Esplanade de Saint-Étienne, Opéra royal de Wallonie, Opéra d'Avignon.
- 1997 : Madame l'Archiduc de Jacques Offenbach, mise en scène. Opéra de Rennes ;
- 1999 : Livietta e Tracollo de Giovanni Battista Pergolesi, mise en scène et décor, Opéra national de Lyon ;
- 2000 : La cambiale di matrimonio de Gioachino Rossini, mise en scène et scénographie, Opéra national de Lyon ; L'Ivrogne corrigé de Christoph Willibald Gluck, mise en scène et décor, Opéra national de Lyon ;
- 2000 : La Chanson de Fortunio de Jacques Offenbach, mise en scène, Opéra national de Lyon ;
- 2001 : La Petite Renarde rusée de Leoš Janáček, mise en scène, décor et costumes, Opéra de Nantes ;
- 2001 : Le Médecin malgré lui de Charles Gounod, mise en scène et décor, Opéra national de Lyon ;
- 2002 : Les Contes d'Hoffman de Jacques Offenbach, mise en scène et scénographie, Opéra national du Rhin ; Il giocatore de Luigi Cherubini, mise en scène et décor, Opéra national de Lyon ;
- 2003 : Alexandre bis (en) de Bohuslav Martinů et La cambiale di matrimonio de Gioachino Rossini, mise en scène et scénographie, Opéra de Rennes ;
- 2003 : L'Auberge du Cheval-Blanc de Ralph Benatzky, mise en scène, scénographie et chorégraphie, Opéra Capitole de Toulouse ;
- 2004 : La Fontaine et le Corbeau d'Isabelle Aboulker (opéra joué par des enfants), mise en scène et scénographie, Académie musicale de Villecroze ;
- 2006-2007 : Falstaff de Giuseppe Verdi, mise en scène et scénographie, Grand Théâtre de Limoges, Grand Théâtre de Reims ;
- 2007 : Le Caïd d'Ambroise Thomas, mise en scène et scénographie, Opéra de Metz ;
- 2007 : Monsieur de Pourceaugnac de Molière, musique de Franck Martin, mise en scène et scénographie, Opéra de Lausanne ;
- 2009 : Il barbiere di Siviglia de Gioachino Rossini, mise en scène et scénographie, Opéra de Lausanne ;
- 2011 : Rigoletto de Giuseppe Verdi, mise en scène, Festival d'Avenches
- 2011 : mise en scène de L'Emberlificoteur, de Carlo Goldoni, Festival des 1500 coups, Paris ;
- 2018: La Chauve-Souris de Johann Strauss II, mise en scène et scénographie. Opéra de Lausanne;
- 2018 : L'Elisir d'amore de Gaetano Donizetti, mise en scène, Opéra de Tours

### Chorégraphie
- 1990 : chorégraphie et comedia dell'arte du 1er intermède du Malade imaginaire, Molière, mise en scène de Jean-Marie Villegier, Théâtre du Châtelet à Paris ;
- 1990 : chorégraphie pour Faust de Charles Gounod, mise en scène de J.L. Pichon, Esplanade Saint-Étienne ;
- 1988 : chorégraphie pour La Bohème, de Giacomo Puccini, film-opéra de Luigi Comencini ;
- 1988 : chorégraphie du ballet des fées dans Amadis de Jules Massenet, mise en scène de J.L. Pichon, Esplanade Saint-Étienne ;
- 1987 : chorégraphie des sorcières pour Macbeth, de Giuseppe Verdi, film-opéra de Claude d'Anna.
- 1986 : chorégraphie de Così fan tutte, de Mozart, mise en scène de E. Navratil, Esplanade St. Étienne ;
- 1984 : Jument de la nuit, création chorégraphique sélectionnée pour le concours international de Bagnolet.

### Cirque
- 2001 : mise en scène de Zéphir, spectacle équestre, compagnie Le Cheval en piste
- 1999 : mise en scène d’Arlekina, spectacle équestre, compagnie Le Cheval en piste